# گمینا شمشل
گمینا شمشل (به لهستانی:  Gmina Siemyśl) یک گمینا در لهستان است که در شهرستان کوووبژگ واقع شده‌است. گمینا شمشل ۱۰۷٫۴۴ کیلومتر مربع مساحت و ۳٬۵۸۲ نفر جمعیت دارد.